# Papaipema
Papaipema é um gênero de mariposas da família Noctuidae. O gênero foi descrito por John B. Smith em 1899.

## Espécies
Listadas alfabeticamente:
- Papaipema aerata (Lyman, 1901)
- Papaipema angelica (Smith, 1899)
- Papaipema apicata (Dyar, 1912)
- Papaipema appassionata (Harvey, 1876)
- Papaipema araliae (Bird & Jones, 1921)
- Papaipema arctivorens (Hampson, 1910)
- Papaipema astuta (Bird, 1907)
- Papaipema aweme (Lyman, 1908)
- Papaipema baptisiae (Bird, 1902)
- Papaipema beeriana (Bird, 1923)
- Papaipema birdi (Dyar, 1908)
- Papaipema cataphracta (Grote, 1864)
- Papaipema cerina (Grote, 1874)
- Papaipema cerussata (Grote, 1864)
- Papaipema circumlucens (Smith, 1899)
- Papaipema dribi (Barnes & Benjamin, 1926)
- Papaipema duovata (Bird, 1902)
- Papaipema duplicatus (Bird, 1908)
- Papaipema eryngii (Bird, 1917)
- Papaipema eupatorii (Lyman, 1905)
- Papaipema furcata (Smith, 1899)
- Papaipema harrisii (Grote, 1881)
- Papaipema impecuniosa (Grote, 1881)
- Papaipema inquaesita (Grote & Robinson, 1868)
- Papaipema insulidens (Bird, 1902)
- Papaipema leucostigma (Harris, 1841)
- Papaipema limata (Bird, 1908)
- Papaipema limpida (Guenée, 1852)
- Papaipema lysimachiae (Bird, 1914)
- Papaipema marginidens (Guenée, 1852)
- Papaipema maritima (Bird, 1909)
- Papaipema nebris (Guenée, 1852)
- Papaipema necopina (Grote, 1876)
- Papaipema nelita (Strecker, 1898)
- Papaipema nepheleptena (Dyar, 1908)
- Papaipema pertincta (Dyar, 1920)
- Papaipema polymniae (Bird, 1917)
- Papaipema pterisii (Bird, 1907)
- Papaipema rigida (Grote, 1877)
- Papaipema rutila (Guenée, 1852)
- Papaipema sauzalitae (Grote, 1875)
- Papaipema sciata (Bird, 1908)
- Papaipema silphii (Bird, 1915)
- Papaipema speciosissima (Grote & Robinson, 1868)
- Papaipema stenocelis (Dyar, 1907)
- Papaipema sulphurata (Bird, 1926)
- Papaipema unimoda (Smith, 1894)
- Papaipema verona (Smith, 1899)